# MAWZ
MAWZ es el álbum debut del cantante, compositor, rapero y freestyler argentino Lit Killah, publicado el 19 de agosto de 2021 por Warner Music Latina.

## Antecedentes
La existencia de un álbum en proceso de producción data desde mediados de 2019, cuando LIT killah fue invitado a responder preguntas de fanes en una transmisión en vivo por la cuenta de Instagram de Red Bull Argentina y habló sobre nuevos lanzamientos, entre ellos un primer álbum de estudio a lanzarse a fines de ese año o posiblemente a inicios de 2020.
Hasta el segundo semestre de 2021 LIT killah solo había publicado sencillos a lo largo de su carrera desde 2017, incluyendo colaboraciones e invitaciones a canciones de otros artistas; producciones con las cuales se hizo conocido internacionalmente.

## Anuncio
El álbum fue anunciado el 12 de agosto, una semana antes del lanzamiento, por medio de sus redes sociales, especialmente en Instagram, donde archivó todas sus fotografías y videos existentes para destacar solo las publicaciones relacionadas con "MAWZ", compartiendo dos imágenes promocionales: la portada del álbum y la lista de canciones con sus respectivos colaboradores.

## Premier
El día del estreno del disco se llevó a cabo una transmisión especial por las redes sociales oficiales Lit Killah en colaboración con Spotify Argentina, un encuentro exclusivo del artista con sus seguidores, en donde el argentino compartió detalles relacionados al álbum, como la inspiración y el proceso creativo detrás de éste, destacando una «exploración de sonidos y búsqueda personal» como principal concepto y motivación. La transmisión también contó con la participación de los artistas María Becerra, FMK, Rusherking y los productores Big One y Oniria.

## Título
El título MAWZ (AFI: /ˈmau̯s/) está directamente relacionado con la firma con la que Lit Killah se identificaba en diversos grafitis hechos por él durante su adolescencia y hasta la actualidad. Anteriormente este título fue usado como nombre oficial y marca registrada de la línea de ropa lanzada por Lit Killah en agosto de 2019.[cita requerida]

## Contenido
El álbum se compone de 14 canciones originales compuestas e interpretadas por Lit Killah y en algunos casos con la participación especial de otros artistas de la escena musical urbana argentina, como Rusherking y Tiago PZK, con quienes durante 2020 participó en canciones con ellos y de ahí se forjó una fuerte amistad entre los cantantes. El álbum fue en su mayoría producido por el productor argentino Big One, aunque también contó con la participación del también productor Oniria en algunas canciones.

## Sencillos
- CHANGE: Penúltimo tema del álbum, fue lanzado como el primer sencillo de esta producción el 18 de febrero de 2021, siendo también el primer lanzamiento de Lit Killah en el año. El videoclip oficial de la canción contó con la participación en cameos de variados artistas amigos del argentino, como Ecko, FMK, María Becerra, entre otros.[7]
- CALIFORNIA: El segundo tema del álbum fue estrenado dos meses antes del álbum, el 17 de junio y fue presentado como la última canción a estrenarse antes de la publicación del disco completo.[8]
- Dejame Tranki: Tema de apertura de este primer álbum, fue el tercer sencillo de MAWZ y contó con la participación del cantante argentino Khea. El videoclip oficial, estrenado el mismo día que el álbum completo, es una mezcla de Imagen real y diversos tipos de animación, pasando por un estilo Anime, técnicas CGI, animación al estilo 8 bits (similar al de videojuegos arcade) y Stop Motion. Este nuevo videoclip superó el medio millón de visualizaciones a apenas tres horas de su estreno.[9]

## Lista de canciones
| MAWZ  |                                            |                                                                               |               |          |  |
| N.º   | Título                                     | Escritor(es)                                                                  | Productor(es) | Duración |  |
| 1.    | «Déjame Tranki» (con Khea)                 | Daniel Ismael Real, Ivo Alfredo Thomas Serue, Mauro Román Monzón              | Big One       | 3:42     |  |
| 2.    | «California»                               | Mauro Román Monzón, Tomás Díaz Zuleta                                         | Oniria        | 3:22     |  |
| 3.    | «En La Oscuridad» (con María Becerra)      | Daniel Ismael Real, Enzo Ezequiel Sauthier, María Becerra, Mauro Román Monzón | Big One       | 2:53     |  |
| 4.    | «My Bag»                                   | Daniel Ismael Real, Mauro Román Monzón                                        | Big One       | 3:30     |  |
| 5.    | «Mala Mía» (con Duki)                      | Daniel Ismael Real, Mauro Ezequiel Lombardo, Mauro Román Monzón               | Big One       | 3:10     |  |
| 6.    | «A Tus Pies» (con Rusherking)              | Daniel Ismael Real, Mauro Román Monzón, Thomas Nicolás Tobar                  | Big One       | 3:31     |  |
| 7.    | «No Hables Mal De Mí»                      | Enzo Ezequiel Sauthier, Mauro Román Monzón, Tomás Díaz Zuleta                 | Oniria        | 3:23     |  |
| 8.    | «Ese Mensaje» (con FMK)                    | Daniel Ismael Real, Enzo Ezequiel Sauthier, Mauro Román Monzón                | Big One       | 2:33     |  |
| 9.    | «Sé que no te gusta estar so' (Freestyle)» | Mauro Román Monzón, Tomás Díaz Zuleta                                         | Oniria        | 3:18     |  |
| 10.   | «Dame Una Nite» (con Tiago PZK)            | Mauro Román Monzón, Tiago Uriel Pacheco, Tomás Díaz Zuleta                    | Big One       | 3:27     |  |
| 11.   | «El Inversor»                              | Dav Julca, Jhonny Julca, Mauro Román Monzón, Tomás Díaz Zuleta                | Oniria / XAXO | 2:48     |  |
| 12.   | «Hechizame»                                | Mauro Román Monzón, Tomás Díaz Zuleta                                         | Oniria        | 3:09     |  |
| 13.   | «CHANGE»                                   | Daniel Ismael Real, Mauro Román Monzón                                        | Big One       | 3:19     |  |
| 14.   | «Soy Uno Más»                              | Mauro Román Monzón, Tomás Díaz Zuleta                                         | Big One       | 3:17     |  |
| 45:28 |                                            |                                                                               |               |          |  |

El lunes siguiente a la publicación de este primer trabajo discográfico fue destacado como "álbum de la semana" por Billboard Argentina en su sitio web.

## Personal y créditos
Información recopilada y adaptada desde la base de datos de Genius.
| Músicos principales - Lit Killah – Artista principal [Voz] - Khea – Artista invitado [Voz] - María Becerra – Artista invitada [Voz] - Duki – Artista invitado [Voz] - Rusherking – Artista invitado [Voz] - FMK – Artista invitado [Voz y letras] - Tiago PZK – Artista invitado [Voz] | Músicos adicionales - El SideChain – Bajo - Germán Vidal Hahn – Bajo - Carla Agustina Nazarena López – Coro - Fabricio Ariel Siquie – Coro - Marina Lourdes Valor – Coro - Silvia Tatiana Rasgido – Coro - Ezequiel Fernando Arias – Guitarra - Ramiro Antonio Molina – Guitarra | Personal adicional - Big One – Productor, programador computacional, mezcla y masterización - Oniria – Productor - XAXO – Productor - Juan Manuel Fornasari – Productor ejecutivo - Lautaro Palenque – Productor general - Carza – Diseño gráfico - Karen Salto – Diseño gráfico |